# Johann A. T. Hoffmann
Johann Anton Theodor Hoffmann (* 2. August 1807 in Hamburg; † 28. Juni 1890 ebenda) war ein deutscher Lehrer sowie Mitglied und Präsident der Hamburgischen Bürgerschaft.

## Leben
Hoffmann besuchte erfolgreich die Schule der deutsch-reformierten Gemeinde und war anschließend Schulgehilfe an verschiedenen Privatschulen. Schon 1835 wurde er zum Lehrer und Leiter der Schule der deutsch-reformierten Gemeinde berufen. Er hat dieses Amt bis zur Ernennung zum Schulrat 1873 bekleidet. Als Schulrat war Hoffmann vor allem für die Hamburger Volksschulen verantwortlich. 1882 trat er in den Ruhestand.
In verschiedenen Gremien und Vereinen wirkte Hoffmann für eine Schulreform, konnte sich aber meistens nicht gegen die Vorschläge des Reformpädagogen Anton Rée durchsetzen.
Hoffmann gehörte der Hamburger Konstituante an.
Von 1859 bis 1873 gehörte Hoffmann der Hamburgischen Bürgerschaft an. Er war von 1863 bis 1865 zweiter Vizepräsident, 1868 und 1869 erster Vizepräsident. Von Juli bis Dezember 1869 war Hoffmann Präsident der Bürgerschaft, als Hermann Baumeister kurzzeitig das Vertrauen der Bürgerschaft verloren hatte.
Hoffmann war Freimaurer, seit 1832 gehörte er der Loge Boanerges zur Bruderliebe an. Von 1874 bis 1880 hatte er das Amt des Provinzial-Großmeisters der Provinzialloge von Niedersachsen in Hamburg inne.